# Улица Носова (Тольятти)
Улица Но́сова — улица в Комсомольском районе Тольятти, проходящая по микрорайону Шлюзовой.
Проходит параллельно течению реки Волги.
Общественный транспорт по улице не ходит, однако на берегу судоходного канала находится причал паромной переправы на полуостров Копылово.

## История
В ходе застройки микрорайона Шлюзовой улица была названа Речной. Но в 1958 году состоялось переименование нескольких улиц города в честь земляков — героев Великой Отечественной войны. Решением горисполкома № 264 от 13 ноября 1958 г. улица была названа в честь Виктора Носова — лётчика Великой Отечественной войны, командира морского бомбардировщика, направившего свой подбитый самолёт на корабль противника и таранивший его. Звания Героя России (посмертно) Носов был удостоен лишь в 1998 году.

## Достопримечательности
Дома № 1 , 3, 5, 7, 9, 10 , 11, 13, 15 по улице Носова признаны единым комплексом-памятником истории и монументального искусства. Они построены в стиле советского классицизма в 1957—1959 годах.
Также на доме № 10 находилась табличка с пояснением названия улицы именем ставропольчанина, участника Великой Отечественной войны Носова В. П., установленная в 1958 г. и признанная памятником истории города. После пожара здания и начала реконструкции табличка была временно снята на хранение. Само здание признано объектом культурного наследия регионального значения.

## Нумерация
Улица начинается от проходной судоремонтного завода. Её правая стороны выходит непосредственно на судоходный канал Жигулёвской ГЭС, поэтому чётную нумерацию имеет всего одно здание. Всего адреса на улице Носова имеют 12 объектов.
На улице расположены
- № 11 — больница Водников.
- № 10 — ДК «Русич»
- № 15 — СШ № 15